# Cynorchis réticulé
Cynorkis reticulata
Espèce
Le cynorchis réticulé (Cynorkis reticulata) est une espèce de plantes à fleurs de la famille des Orchidaceae (les orchidées). Elle est endémique de l'île de La Réunion, département d'outre-mer français dans le sud-ouest de l'océan Indien.